# 溥豐
奉恩輔國公溥豐（1829年3月19日—1896年6月23日），奉恩輔國公載岱第一子，母正室佟佳氏，其父為薩克富阿，理親王系第十代。
他在道光九年二月（1829年）出生，道光三十年十一月（1850年）受封二等輔國將軍爵位，光緒元年三月（1875年）接替父親成為理親王第十代。
光緒二十二年五月（1896年）他去世，虛齡六十八岁，由四子毓炤理親王系第十一代，不過不再遞降，仍舊是奉恩輔國公。